# Lieto
Lieto [ˈlie̯to] (schwed. Lundo) ist eine Stadt im Südwesten Finnlands. Die Einwohnerzahl beträgt 20.497 (Stand 31. Dezember 2022). Das Kirchdorf, der Hauptort der Stadt, liegt 12 Kilometer nordöstlich der fünftgrößten finnischen Stadt Turku. Die Fläche der Stadt umfasst 302,7 km², wovon 2,1 Quadratkilometer Wasserfläche sind. Durch das Stadtgebiet fließt der Fluss Aura, und dessen größte Stromschnelle, der Nautelankoski, liegt in ihrem Gebiet.

## Geschichte
Die Gegend, in der die Stadt Lieto liegt, hob sich vor rund 5300 Jahren so weit an, dass es aus dem Archipel vor der Südwestküste Finnlands ins Festland überging. Die weitere Landhebung seitdem hat bewirkt, dass die Ortschaft inzwischen im Landesinneren liegt, etwa 8 Kilometer vom Meer entfernt. In der Region wurden Funde gemacht, die bis in die Stein- und die Bronzezeit zurückdatieren. Die so genannte Vanhalinna (deutsch: Altburg) stellt eine der ältesten befestigten Orte in Finnland dar. Ausgrabungen deuten darauf hin, dass sich seit der Eisenzeit mehrere Gebäude auf dem Hügel befanden. Für die Zeit zwischen der Zeitenwende und dem 6. Jahrhundert ist die Befestigungsanlage aus unbekannten Gründen nicht existent gewesen. Während der Jahre 800–1100 ist diese Befestigungsanlage zwischen verschiedenen Wikingerstämmen heftig umkämpft gewesen.
Die erste urkundliche Erwähnung Lietos geht auf das Jahr 1331 zurück, als der Vikar Peter in einem Streit um Pelzsteuern als Zeuge benannt wird. Die Kirche von Lieto wurde Ende des 15. Jahrhunderts erbaut. Neben der Landwirtschaft wurde 1738 eine kleine Walkmühle errichtet, die später zur Stoffproduktion verwendet wurde. Während dieser Zeit zogen auch zahlreiche Handwerker aus der wachsenden Stadt Turku ins Umland und ließen sich unter anderem in Lieto nieder. Es dauerte jedoch bis zum Ende des 19. Jahrhunderts, bis die Mühle richtig florierte und unter der Leitung von Louis Schnitt zu einem der führenden finnischen Stoffproduzenten wurde. 
1867 wurde unter der Herrschaft Russlands in Lieto die kirchliche Verwaltung von der kommunalen getrennt. Eine Art Gemeinderat hatte in diesem Jahr seine erste Sitzung.
Nach dem Winter- und dem Fortsetzungskrieg wuchs Lieto in den 1950er Jahren stark, was auch auf Zuzüge von Vertriebenen aus Karelien zurückzuführen ist.
Am 1. Januar 2015 wurde Tarvasjoki nach Lieto eingemeindet. Am 8. Juli 2022 erhielt Lieto Stadtrechte.

## Politik
Verwaltung

In Lieto bestimmen die drei finnischen Volksparteien das politische Geschehen. Stärkste Kraft ist mit 14 von 33 Sitzen im Stadtrat die konservativ-liberale Nationale Sammlungspartei, gefolgt von der Zentrumspartei und den Sozialdemokraten mit je zehn Sitzen. Viertstärkste Fraktion ist das Linksbündnis mit vier Sitzen. Weiterhin sind der Grüne Bund und die rechtspopulistischen Wahren Finnen mit je zwei und die Christdemokraten mit einem Abgeordneten vertreten.
| Partei                    | Wahlergebnis 2008 | Sitze |
| ------------------------- | ----------------- | ----- |
| Nationale Sammlungspartei | 32,4 %            | 14    |
| Zentrumspartei            | 22,5 %            | 10    |
| Sozialdemokraten          | 22,3 %            | 10    |
| Linksbündnis              | 9,0 %             | 4     |
| Grüner Bund               | 5,1 %             | 2     |
| Wahre Finnen              | 4,9 %             | 2     |
| Christdemokraten          | 3,8 %             | 1     |

Wappen

Das Stadtwappen aus dem Jahr 1960 wurde von Ahti Hammar entworfen und zeigt auf in rot den Heiligen Peter, der in der rechten Hand einen Schlüssel, in der linken ein Buch emporhaltend, alles gold.
Städtepartnerschaften

Lieto unterhält Städtepartnerschaften mit dem schwedischen Höganäs, dem norwegischen Nesodden, dem ungarischen Komárom, dem russischen Pavlovsk, dem dänischen Herlev, dem isländischen Seltjarnarnes, sowie dem slowakischen Komárno.

## Persönlichkeiten
- Kalle Tuominen (1908–2006), Leichtathlet, starb in Lieto
- Maija Tammi (* 1985), Fotografin

## Sport
1975 fand in Lieto die Nordische Junioren-Skiweltmeisterschaft auf der Skisprungschanze Parma statt. Betreiber dieser Schanzenanlage ist der Verein Liedon Parma, der neben dem Wintersport auch Abteilungen im Leichtathletik, Orientierungslauf und Volleyball unterhält. Die Orientierungslaufstaffeln Parmas haben einige nationale und internationale Erfolge aufzuweisen.